# Orychophragmus limprichtianus
Orychophragmus limprichtianus là một loài thực vật có hoa trong họ Cải. Loài này được (Pax) Al-Shehbaz & G. Yang mô tả khoa học đầu tiên năm 2000.